# أتيلا كيس
أتيلا كيس هو سياسي مجري، ولد في 22 أبريل 1968 في Hajdúböszörmény ‏ في المجر. نشط حزبياً في فيدس – الاتحاد المدني المجري. وقد انتخب عضو الجمعية الوطنية المجرية ‏.